# (4522) Britastra
(4522) Britastra (1980 BM) – planetoida z grupy pasa głównego asteroid okrążająca Słońce w ciągu 4,36 lat w średniej odległości 2,67 j.a. Odkryta 22 stycznia 1980 roku.